# Лімбург (місто)
Лімбу́рг (фр. Limbourg, нід. Limburg) — місто у Бельгії, Валлонія, Льєзька провінція, повіт Верв'є. Належить Французькій спільноті країни. Історичний центр Лімбурзького герцогства у складі Священної Римської імперії. На площі 24,63 км² проживають 5 616 людей (густота населення — 228 людей / км²), з яких 49,79 % — чоловіки і 50,21 % — жінки. Середній річний дохід на душу населення в 2003 році становив 11 685 євро. Поштовий код: 4830-4834. Телефонний код: 087.